# Obiektyw standardowy

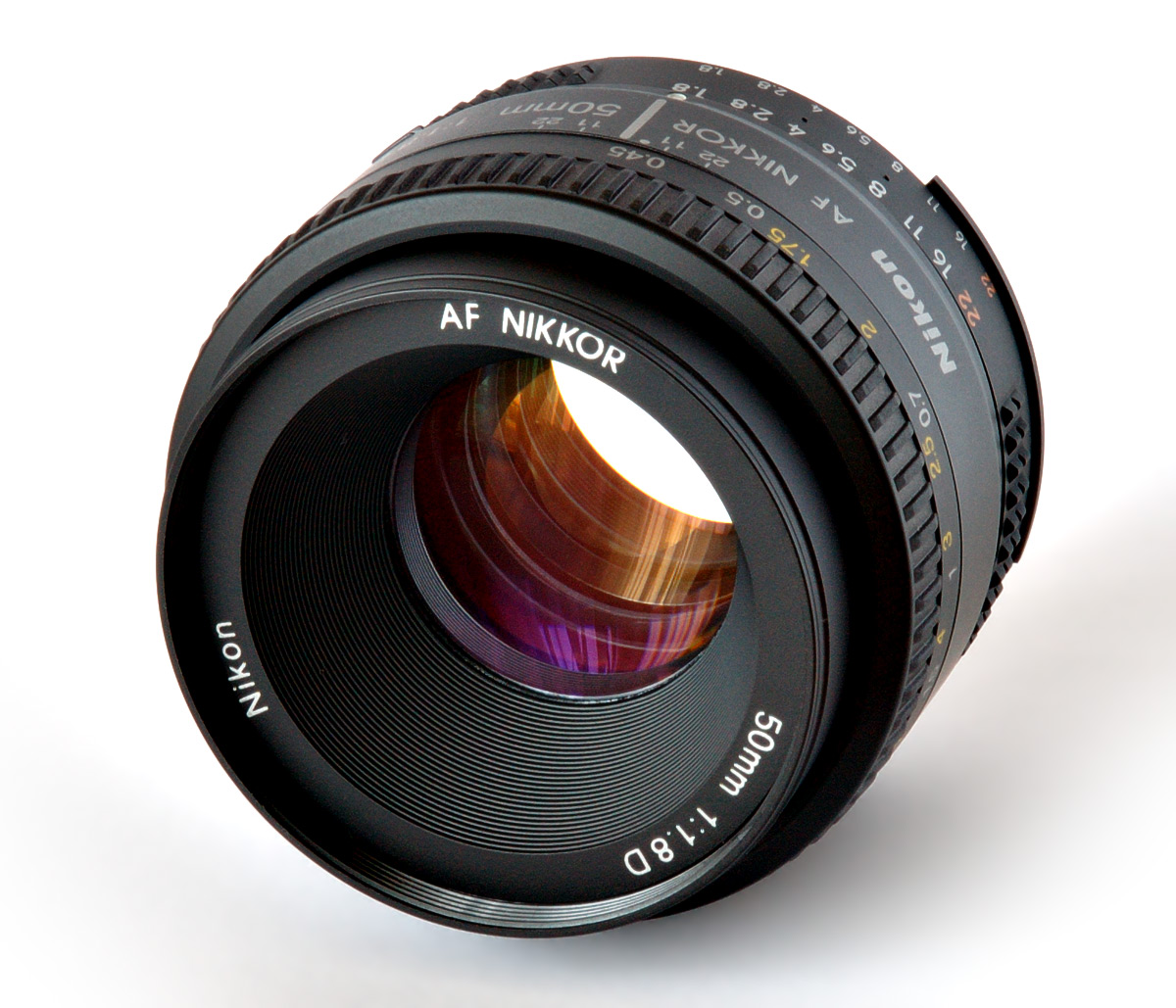
Przykładowy obiektyw 50 mm (Nikon Nikkor AF 50mm/1.8D)

Obiektyw standardowy – obiektyw fotograficzny lub filmowy, przy użyciu którego uzyskiwany jest obraz z perspektywą zbliżoną do tej, jaką widzi ludzkie oko. Ogniskowa obiektywu standardowego uzależniona jest od wielkości klatki filmowej lub matrycy światłoczułej aparatu; przyjmuje się, że obiektyw standardowy ma ogniskową zbliżoną do przekątnej klatki (matrycy). 
Dla typowych aparatów małoobrazkowych (film 35mm) i cyfrowych lustrzanek pełnoklatkowych za obiektyw standardowy przyjmuje się obiektyw 50 mm, dla lustrzanek cyfrowych z matrycą rozmiarów APS-C obiektyw standardowy ma ogniskową 35 mm.
Kąt widzenia obiektywu standardowego wynosi ok. 40° w poziomie i 27° w pionie, co oddaje perspektywę obrazu w sposób, w jaki jest widziana przez ludzkie oko. Wbrew często spotykanym opiniom obiektyw standardowy (50 mm dla aparatów małoobrazkowych) nie rejestruje całego obrazu w taki sam sposób jak ludzkie oko, które ma kąt widzenia ok. 150° w poziomie (95° na zewnątrz, 65° wewnątrz) i 120° w pionie (ogniskowa ludzkiego oka wynosi ok. 16–22 mm), ale raczej jego środkową część.
| Format nośnika | Przekątna klatki (mm) | Standardowa ogniskowa (mm) |
| -------------- | --------------------- | -------------------------- |
| APS-C          | 28,3                  | 35                         |
| 35 mm          | 43                    | 50                         |
| 6 × 6 cm       | 79                    | 80                         |
| 6 × 7 cm       | 88                    | 90                         |
| 6 × 9 cm       | 99                    | 105                        |
| 4″ × 5″        | 163                   | 150                        |